# NGC 299
NGC 299 è un ammasso aperto situato nella costellazione del Tucano, posizionato all'interno della Piccola Nube di Magellano.

## Descrizione
NGC 299 è situato all'incirca alla stessa distanza dalla Terra della Piccola Nube di Magellano, vale a dire 199.000 anni luce.
Si stima che l'ammasso abbia un'età di circa 25 milioni di anni e una massa 600 volte maggiore della massa solare, con un raggio di 24 al (7,3 pc) e una metallicità pressoché identica a quella solare. L'età dell'ammasso ha fatto sì che il vento solare proveniente dalle stelle più massicce abbia disperso le polveri e il gas originario interrompendo quindi la formazione stellare.
Nell'ammasso sono state identificate due binarie a eclissi e una probabile stella Be, ma non c'è evidenza della presenza di qualche stella variabile pulsante di bassa ampiezza.

## Scoperta
L'ammasso NGC 299 è stato scoperto il 12 agosto 1834 dall'astronomo britannico John Herschel, anche se è possibile che sia stato osservato dall'astronomo scozzese James Dunlop il 5 settembre 1826..